# Rheotanytarsus trivittatus
Rheotanytarsus trivittatus är en tvåvingeart som först beskrevs av Oskar Augustus Johannsen 1932.  Rheotanytarsus trivittatus ingår i släktet Rheotanytarsus och familjen fjädermyggor. Inga underarter finns listade i Catalogue of Life.